# گسل جبهه کوهستان

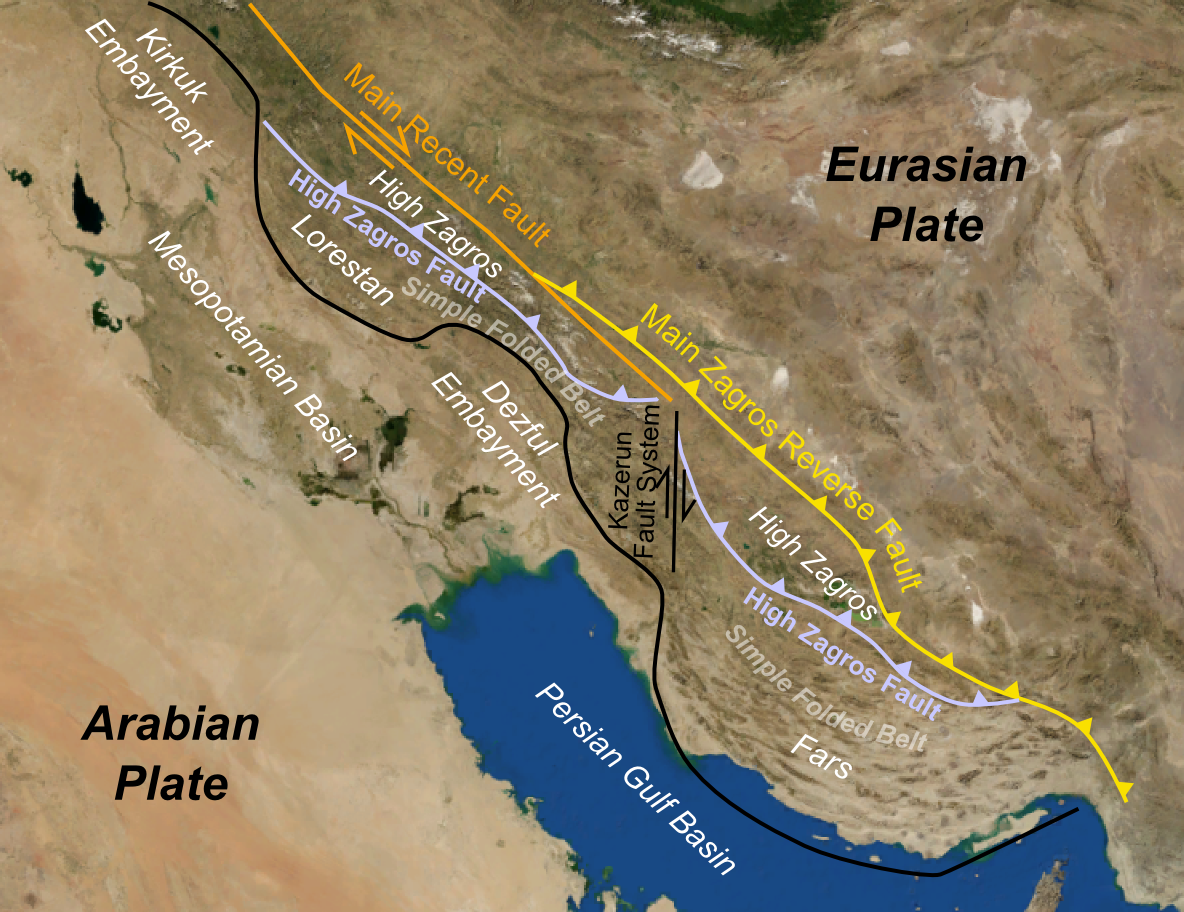
گسل‌های مهم کمربند چین‌خورده و رانده زاگرس گسل سراسری زاگرس • گسل جوان زاگرس (نارنجی) • راندگی اصلی زاگرس (زرد) گسل زاگرس بلند (آبی) گسل جبهه کوهستان (سیاه)

گسل جبهه کوهستان که خمیدگی پیشانی کوهستان نیز نامیده می‌شود، یکی از گسل‌های فعال منطقه زاگرس است که مرز جنوبی کمربند ساده چین‌خورده زاگرس را تشکیل می‌دهد. این راندگی، کور و قطعه‌قطعه با ویژگی‌های ساختاری، توپوگرافی، زمین‌ریخت‌شناسی و لرزه‌زمین‌ساختی خاص است.
گسل جبهه کوهستان ترکیبی از قطعات رانده ناپیوسته با طول‌های ۱۵ تا ۱۱۵ کیلومتر است که طول کلی آن در ایران به ۱۳۵۰ کیلومتر می‌رسد. وجود شواهد زمین‌شناسی بر پایه موقعیت کنونی سازند ائوسن–الیگوسن آسماری بالایی که از اطلاعات چینه‌شناسی، لرزه‌ای و چاه‌های حفاری‌شده به‌دست آمده‌اند، جابه‌جایی قائم بیش از شش کیلومتر را در طول این راندگی به اثبات می‌رساند. در اثر حرکت قائم این گسل، لبه جنوبی کمربند چین‌خورده زاگرس به‌ویژه در طول گسل جبهه کوهستان زیرین، بالا آمده و چین‌های سطحی نامتقارن جلویی بر روی آن قرار گرفته‌اند.
گسل جبهه کوهستان توسط گسل عرضی و فعال کازرون–برازجان به میزان ۱۴۰ کیلومتر به‌صورت راست‌گرد جابه‌جا شده‌است.

## لرزه‌خیزی
مطالعه نواحی کلان‌لرزه‌ای (پهنه با بیشترین خرابی) با زمین‌لرزه‌های با بزرگای بزرگ تا متوسط در طول قطعات مختلف گسل جبهه کوهستان نشان می‌دهد که زمین‌لرزه‌های بسیاری در امتداد این پهنه گسلی متمرکز شده‌است که مثال‌هایی از این زمین‌لرزه‌ها در استان کرمانشاه وجود دارد. زمین‌لرزه‌های ۹۵۸ میلادی، ۱۰۵۲ میلادی و همچنین زمین‌لرزه ۱۳۹۶ ازگله در منطقه سرپل ذهاب از نمونه‌های این زمین‌لرزه‌ها است که نشان‌دهنده فعالیت پهنه گسلی جبهه کوهستان است.